# Mogotojevo
Mogotojevo (jakutsky Моҕотой күөлэ, rusky Моготоево озеро) je slané jezero v Jakutské republice v Rusku. Nachází se na severu Jano-Indigirské nížiny severozápadně od ústí Indigirky v Allajchovském regionu. Rozlohou 323 km² je to největší jakutské jezero. Je 34 km dlouhé a 15 km široké.

## Vodní režim
Průtokem je spojené s jezerem Boľšoje. Jiným krátkým průtokem je spojené s Východosibiřským mořem. Zamrzá ve druhé polovině září a rozmrzá v červnu.

## Fauna
V jezeře je mnoho ryb (omuli, nelmy, síhové).